# 2-Aminophénol
Le 2-aminophénol, o-aminophénol ou ortho-aminophénol est un composé organique de formule C6H7NO. Il est constitué d'un noyau benzénique substitué par un groupe hydroxyle (phénol) et un groupe amine (aniline) aux positions 1 et 2. C'est donc l'un des trois isomères de l'aminophénol, le composé ortho, les deux autres étant le 3-aminophénol (méta) et le 4-aminophénol (para).

## Propriétés
C'est un réactif utile pour la synthèse de colorants et de composés hétérocycliques. Reflétant son léger caractère hydrophile, la poudre blanche est modérément soluble dans les alcools et peut être recristallisée dans l'eau chaude. C'est une molécule amphotère et un agent réducteur.

## Synthèse et structure
Le 2-aminophénol et son isomère, le 4-aminophénol, sont synthétisé industriellement en réduisant le nitrophénol correspondant par l'hydrogène en présence de divers catalyseurs. Les nitrophénols peuvent également être réduits avec du fer.
Le composé présente des liaisons hydrogène intra et intermoléculaires impliquant les groupes amine et hydroxyle voisins. En conséquence, le 2-aminophénol a un point de fusion relativement élevé (174 ° C) par rapport à d'autres composés de masse moléculaire similaire (le 2-méthylphénol fond à 31 ° C).

## Utilisation
Le 2-aminophénol a une variété d'utilisations. En tant qu'agent réducteur, il est commercialisé sous les noms d'Atomal et d'Ortol pour développer des photographies en noir et blanc. C'est un intermédiaire dans la synthèse des colorants. Il est particulièrement utile pour produire des colorants à complexe métallique lorsqu'il est diazoté et couplé à un phénol, un naphtol ou d'autres espèces de colorants aromatiques ou résonants. Les colorants complexes métalliques utilisant du cuivre ou du chrome sont couramment utilisés pour produire des couleurs ternes. Les colorants ligands tridentés sont utiles car ils sont plus stables que leurs homologues bi- ou mono-dentés,.
En raison de la contiguïté des groupes amino et hydroxyle, le 2-aminophénol forme facilement des hétérocycles. Ces hétérocycles, tels que les benzoxazoles, peuvent être biologiquement actifs et utiles dans l'industrie pharmaceutique.